# Sergio Matto
Sergio Armando Matto Suárez (Canelones, 13 ottobre 1930 – Itajaí, 23 novembre 1990) è stato un cestista uruguaiano.

## Carriera
Con l'Uruguay ha disputato tre edizioni dei Giochi olimpici (Helsinki 1952, Melbourne 1956 e Roma 1960) e due dei Campionati del mondo (1954, 1959).